# Belvedere - Tri Plane
Belvedere - Tri Plane este o arie protejată (arie specială de conservare — SAC, sit de importanță comunitară — SCI) din Italia întinsă pe o suprafață de 26 ha, integral pe uscat.

## Localizare
Centrul sitului Belvedere - Tri Plane este situat la coordonatele 46°03′24″N 10°22′34″E / 46.056667°N 10.376111°E.

## Înființare
Situl Belvedere - Tri Plane a fost declarat sit de importanță comunitară în iunie 1995 pentru a proteja 19 specii de animale. Situl a fost protejat și ca arie specială de conservare în iulie 2016.

## Biodiversitate
Situată în ecoregiunea alpină, aria protejată conține 2 habitate naturale: Mlaștini turboase de tranziție și turbării mișcătoare, Pajiști cu Molinia pe soluri calcaroase, turboase sau argilos-nămoloase (Molinion caeruleae).
La baza desemnării sitului se află mai multe specii protejate de  păsări (19): uliu păsărar (Accipiter nisus), pițigoi codat (Aegithalos caudatus), cojoaica de pădure (Certhia familiaris), ciocănitoare pestriță mare (Dendrocopos major), măcăleandru (Erithacus rubecula), cinteză (Fringilla coelebs), gaiță (Garrulus glandarius), pițigoi moțat (Lophophanes cristatus), forfecuță gălbuie (Loxia curvirostra), pițigoi mare (Parus major), pițigoi de brădet (Periparus ater), viespar (Pernis apivorus), codroșul de pădure (Phoenicurus phoenicurus), pitulice de munte (Phylloscopus collybita), mugurarul (Pyrrhula pyrrhula), aușel cu cap galben (Regulus regulus), silvie cu cap negru (Sylvia atricapilla), mierlă (Turdus merula), sturz-cântător (Turdus philomelos)
Pe lângă speciile protejate, pe teritoriul sitului au mai fost identificate 18 specii de plante, 2 specii de amfibieni, 9 specii de mamifere, 6 specii de reptile.